# Metaceradocus micramphopus
Metaceradocus micramphopus är en kräftdjursart. Metaceradocus micramphopus ingår i släktet Metaceradocus och familjen Gammaridae. Inga underarter finns listade i Catalogue of Life.